# 拓跋崇 (陈留王)
拓跋崇（？—？），追尊魏昭成帝拓跋什翼犍曾孙，陈留桓王拓跋虔之子，北魏宗室、官员。

## 生平
拓跋崇性格宽厚，受魏太武帝拓跋焘诏令承袭了父亲拓跋虔的陈留王爵位。天赐六年（409年）八月，卫王拓跋仪死后，魏道武帝拓跋珪想要增加宗族亲属的感情，诏令诸王子弟入宫饮宴。常山王拓跋素等三十多人都认为牵连到拓跋仪的案件，怀疑畏惧，都出城逃跑，将要投奔柔然，只有拓跋崇独自前往宫中。魏道武帝见他拓跋崇非常高兴，优厚的加以恩待赏赐，就崇信尊敬他，拓跋素等人于是安心下来。很久之后，拓跋崇出任并州刺史，有政绩。太延四年（438年）七月，拓跋崇跟随魏太武帝拓跋焘征讨柔然，另外统领各军从大沼泽出兵，越过涿邪山，没有遇到柔然后返回。拓跋崇去世后，谥号景王。

## 家庭

### 父母
- 拓跋虔，北魏车骑大将军、陈留桓王[6]
- 慕容氏[6]

### 兄弟
- 拓跋悦，北魏宗师、朱提王

### 夫人
- 田氏[6]

### 子女
- 拓跋建，北魏镇西将军、高平怀荒二镇都大将、陈留王[6]